# Эрик VI (король Швеции)

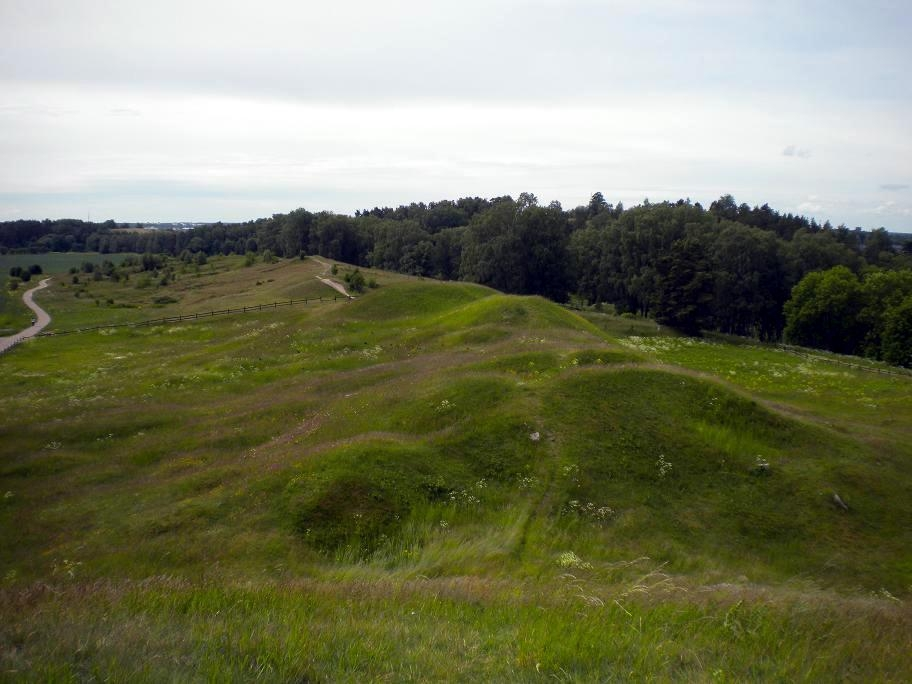
Курган Эрика Победоносного в Старой Уппсале

Эрик VI (также Эрик Победоносный или Эрик Сегерсэлль; швед. Erik Segersäll; умер в 995) — полулегендарный король Швеции (970—995).

## Порядковый номер Эрика
Иногда его называют королём Эриком V или VI, по новой «обратной» хронологии считая от хорошо известного Эрика XIV (1560—1568), который выбрал себе порядковый номер исходя из легендарной (исторически неподтверждённой) хронологии правителей Швеции. Некоторые историки подтверждают наличие более ранних королей Швеции с именем Эрик, другие историки сомневаются в первоисточниках касательно всех предыдущих властителей Швеции. После него порядок наследования также не ясен, как и общее количество Эриков.

## Биография
Вначале Эрик правил Швецией вместе с братом Олафом, но вскоре отравил его во время пира и стал править единолично.
Сына Олафа, Стирбьёрна Сильного, Эрик по решению шведского тинга лишил власти и объявил соправителем своего ещё неродившегося ребёнка на основании того, что это будет сын (позже действительно родился сын — Олаф Шётконунг). Затем Эрик выгнал Стирбьёрна из Швеции, дав ему 60 кораблей, чтобы тот мог жить как викинг. Стирбьёрн вторгся в Данию и вынудил Харальда I Синезубого выдать за него его дочь Тиру и дать ему войско и корабли. По одной из версий, захваченный ранее Юлинум Харальд также передал Стирбьёрну, где тот основал братство йомсвикингов и город Йомсборг. После датских походов Стирбьёрн снарядил военную экспедицию против Эрика, но был разбит им в Фюри (швед. Fyrisvallarna) на реке Fyris около Уппсалы около 985 года. Согласно легенде, Эрику в этом изнурительном трёхдневном сражении помог сам бог Один в обмен на то, что призовёт Эрика к себе десять лет спустя. После этой победы Эрик получил своё прозвище «Победоносный» швед. Segersäll.
В оставшиеся годы Эрик заключил союз с Болеславом I Храбрым из Польши и женился на его сестре Светославе (пол. Świętosława) (которая, возможно, затем именовалась Сигрид Гордая, а возможно Гунхильда Польская). Затем он совершил набег на Данию, во время которого победил Свена I Вилобородого (швед. Sven Tveskägg или дат. Sweyn Forkbeard), и до самой смерти был фактическим правителем Дании. Во время этого набега Эрик, возможно, крестился, но впоследствии снова вернулся к скандинавским богам.
В Швеции под властью Эрика находились земли вокруг озера Меларен, части Геталанда и далее на юг до Блекинге. Эрику приписывается основание Сигтуны, второго по хронологии политического и экономического центра Швеции (после Бирки в 800—975 годах, параллельно религиозному центру в Уппсале) — существующего до сих пор небольшого городка между Стокгольмом и Уппсалой.